# UUM-44 SUBROC
UUM-44 SUBROC (англ. SUBmarine ROCket, /sʌbrɔːk/, чит. «Са́брок») — противолодочная ракета подводного базирования, состоявшая на вооружении ВМС США и ряда флотов других государств.

## Разработка

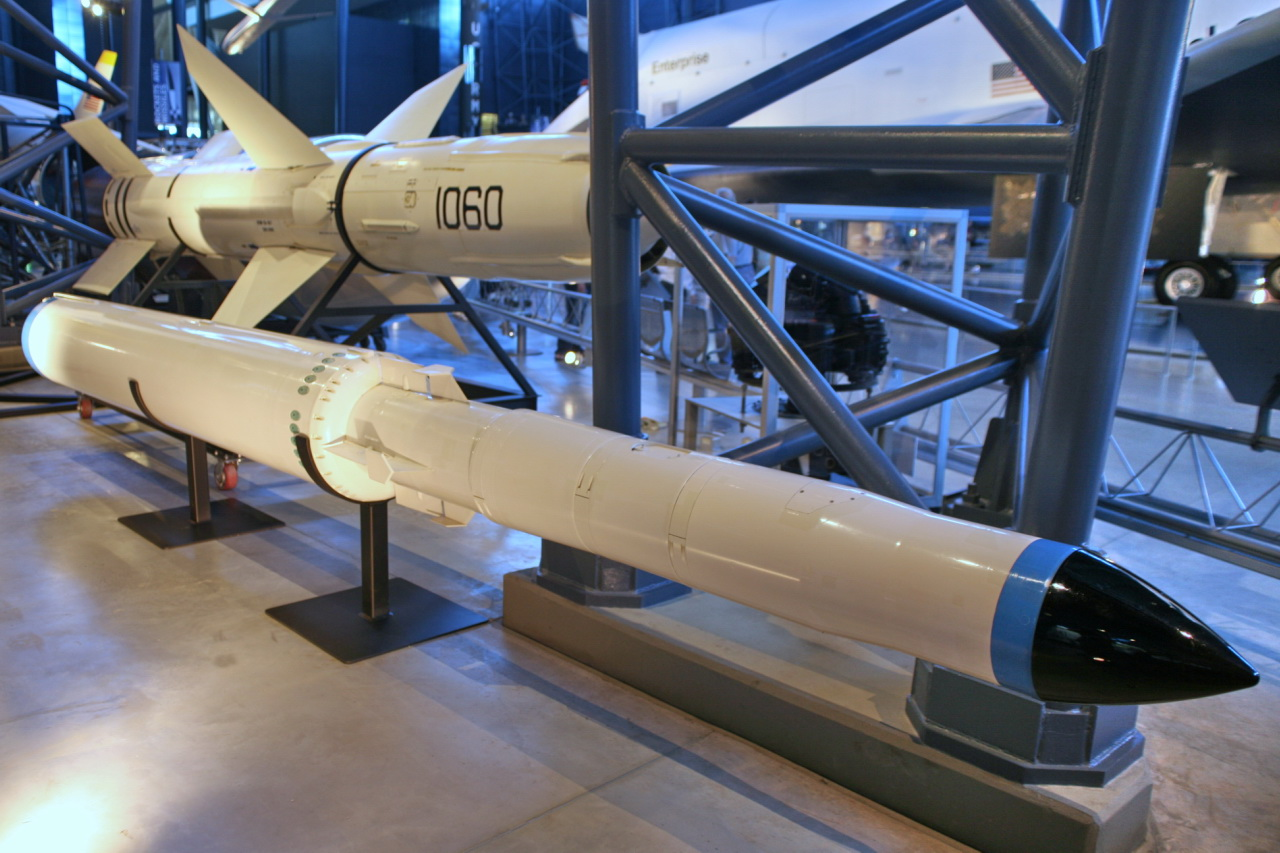
SUBROC в

В конкурсе на противолодочный ракетный комплекс подводного базирования участвовало четырнадцать крупных компаний из числа подрядчиков военно-промышленного комплекса США, по итогам которого предпочтение было отдано проекту Goodyear Aircraft Corporation (дочерней компании Goodyear Tire & Rubber Co.), которой было выделено $65 млн на проведение научно-исследовательских и опытно-конструкторских работ, разработку программ подготовки операторов, составление сопроводительной технической документации и т. д. Разработка ракеты началась в 1958, испытания закончились в 1964 году, в 1965 году первые ракеты поступили на вооружение ВМС США. SUBROC никогда не применялся в боевых условиях, с окончанием Холодной войны в 1989 году все имевшиеся на вооружение боеприпасы были списаны. Поскольку ядерная боеголовка была неотъемлемой частью ракеты, SUBROC никогда не экспортировался в другие страны и не передавался союзникам США по НАТО на условиях двойного контроля. Разработка планировавшейся на замену SUBROC противолодочной ракеты  UUM-125 Sea Lance в конце 1970-х годов была прекращена из-за перебоев с финансированием.

## Принцип действия
Пуск SUBROC производился из 533-мм торпедного аппарата подводной лодки. После пуска включался твердотопливный ракетный двигатель, ракета выходила из воды и далее летела по баллистической траектории. В заданной точке траектории спускаемый аппарат, включавший боевую часть, отделялся от ракеты. Боевая часть, представлявшая собой 5-кт ядерную глубинную бомбу W55, падала в воду и перед срабатыванием погружалась на определённую глубину. В прямом попадании в цель не было необходимости.
Ракета предназначалась для атаки вражеских подводных лодок с дальней дистанции, когда расстояние не позволяло применить торпеды, либо существовал риск раскрыть местоположение собственной лодки выходом в эфир для вызова противолодочной авиации.
Назначение SUBROC было аналогично ракетам надводного базирования ASROC или Ikara. Дополнительным преимуществом была скрытность применения, не позволявшая цели совершить манёвр уклонения. В то же время применение исключительно ядерной боевой части делало ракету менее гибкой, чем ASROC и Ikara, и не позволяло использовать её в боевых действиях с применением обычного оружия.

## Задействованные структуры
В разработке и производстве ракетных комплексов SUBROC с модификациями и сопутствующего оборудования были задействованы следующие структуры:

| Подрядчики первой очереди (государственный сектор) - Ракетный комплекс (разработка) — Силвер-Спрингская оружейная лаборатория ВМС США, Уайт-Ок, Силвер-Спринг, Мэриленд; - Ядерная боевая часть (разработка) — Радиационная лаборатория им. Лоуренса Калифорнийского университета в Беркли Комиссии по атомной энергии США, Ливермор, Калифорния. Подрядчики первой очереди (частный сектор) - Разработка, испытания, производство, сборка и регламентное обслуживание ракетных комплексов, ракет и контрольно-проверочной аппаратуры — Goodyear Aerospace Corp., Subroc Engineering Plant, Акрон, Огайо; - Система управления огнём — General Precision Corp., Librascope Division, Глендейл, Лос-Анджелес, Калифорния; | - Ядерная боевая часть — AT&T Corporation, Sandia Corp., Livermore Laboratories, Ливермор, Калифорния. Субподрядчики (частный сектор) - Система наведения и блок управления полётом ракеты — General Precision Corp., Kearfott Aerospace Division, Клифтон, Нью-Джерси; - Твердотопливный ракетный двигатель — Thiokol Chemical Corp., Elkton Division, Элктон, Мэриленд; - Вспомогательная силовая установка — Garrett Corp., AiResearch Division, Лос-Анджелес, Калифорния; - Электромеханические детали боевой части — Bulova Watch Company, Research & Development Laboratories, Industrial and Military Products Division, Вудсайд, Куинс, Нью-Йорк. |